# Wojskowa Akademia Inżynieryjna im. W.W. Kujbyszewa
Wojskowa Akademia Inżynieryjna im. Waleriana Kujbyszewa (ros. Военно-инженерная ордена Ленина Краснознаменная академия имени В. В. Куйбышева) – była akademia Sił Sbrojnych ZSRR dyslokowana od marca 1932 r. w Moskwie. Kształciła dowódców i inżynierów saperów. Była centrum rozpracowującym problemy zabezpieczenia inżynieryjno-saperskiego, zabezpieczenia topograficzno-geodezyjnego, budownictwa wojskowego.

## Historia
Swoją działalność rozpoczęła od Głównej Szkoły Inżynieryjnej założonej przez cara Aleksandra I w Petersburgu w dniu 24 listopada (6 grudnia – nowy kalendarz) 1819 r., w gmachu Zamku Nikołajewskiego (od założenia akademii Zamku Inżynieryjnego). Przekształcona w 1855 r. w Nikołajewską Akademię Inżynieryjną w składzie Imperatorskiej Akademii Wojskowej. 9 października 1867 r. akademia stała się samodzielną Nikołajewską Akademią Inżynieryjną.
Wśród absolwentów akademii byli dowódcy saperzy i inżynierowie wojskowi: E.I. Totleben, F.F. Radiecki, S.A. Raszewski, K.I. Wieliczko, D.M. Karbyszew, inżynierowie budowy twierdz i fortyfikacji: N.A. Bujnicki, K.I. Wieliczko, F.F. Laskowski, A.F. Plucynski, A.Z. Tielakowski – uznawany za twórcę rosyjskiej fortyfikacji, teoretycy tarć hydraulicznych: N.P. Pietrow. Poza tym specjaliści z teorii sprężystości, organizacji budownictwa wojskowego i cywilnego, działania pocisków na pancerz, rozwoju hydromechaniki, termodynamiki, teorie produkcji cementu, wykorzystanie betonu w fortyfikacji. W Głównej Szkole i Akademii uczyli się m.in. F.M. Dostojewski, D.W. Grigorowicz, artysta K.A. Trutowski, kompozytor C.A. Klui, fizjolog K.M. Sieczenow. W latach sześćdziesiątych XIX wieku wykładowcą Akademii był D.M. Mendelejew.
Wśród polskich absolwentów byli m.in.: Jan Wroczyński i Edmund Berezowski.
Z rozpoczęciem I wojny światowej akademia została zamknięta.
Po rewolucji w listopadzie 1917 r. akademia została otwarta pod nazwą Wojskowej Akademii Inżynieryjnej. Przygotowywała kadry dla potrzeb Armii Czerwonej. Zostały utworzone cztery fakultety: fortyfikacji i budownictwa, komunikacji wojskowej (z wydziałami: drogowo-mostowym, samochodowym i budowy lotnisk), geodezyjny i elektrotechniczny. Na prawach fakultetu był wydział przygotowujący oficerów saperów ogólnowojskowych (obecnie sapersko-dowódczy albo dowódczo-sztabowy). W okresie od 1917 do 1941 akademia przeszła szereg zmian organizacyjnych w zależności od kierunków rozbudowy Armii Czerwonej. W 1923 połączyła się z Akademią Elektrotechniczną i otrzymała nazwę Wojskowej Akademii Wojsk Inżynieryjnych i Elektrotechnicznych, a w 1925 z Akademią Artylerii w Leningradzie i na tej bazie powstała Wojskowa Akademia Techniczna, w której był Fakultet Inżynieryjny. W czasie rozbudowy przemysłu w ZSRR, na bazie przemieszczonego z Leningradu do Moskwy Fakultetu Inżynieryjnego WAT i z wykorzystaniem bazy Moskiewskiej Wyższej Oficerskiej Szkoły Inżynieryjno-Budowlanej, rozkazem Wojskowej Rady Rewolucyjnej ZSRR w dniu 21 marca 1932 r. w Moskwie utworzono Wojskową Akademię Inżynieryjną, której w 1935 r. nadano imię Waleriana Kujbyszewa. W jej skład wchodziły fakultety: inżynieryjno-dowódczy, budownictwa wojskowo-morskiego, fortyfikacji, sprzętu inżynieryjnego, geodezyjny i budownictwa przemysłowego. W 1938 otworzono fakultety: wieczorowy i zaoczny. Otwarto kursy doskonalenia oficerów i kursy przekwalifikowania oficerów rezerwy. Akademia była centrum naukowo-badawczym opracowującym: teorię inżynieryjnego zabezpieczenia boju i operacji, taktyki wojsk inżynieryjnych, konstrukcji i technologii fortyfikacji, obliczeń wytrzymałości obiektów metodą sprężystości, systemów geodezyjnych i triangulacyjnych. Rozpoczęto badanie teorii uderzenia i wybuchu. Uczeni akademii: W. K. Dmochowski, M. W. Kiełdysz, S. A. Ilasiewicz, G. G. Karsen brali udział w projektowaniu ważnych obiektów przemysłowych i wojskowych.
10 czerwca 1939 r. Komitet Obrony przy Radzie Komisarzy Ludowych ZSRR rozkazem Komisarza Marynarki Wojennej utworzył w Leningradzie z przeniesionego z Moskwy Fakultetu Budownictwa Morskiego WAI i leningradzkiego Instytutu Budownictwa Przemysłowego Wyższą Morską Oficerską Szkołę Inżynieryjno-Budowlaną (obecnie Wojskowy Uniwersytet Techniczny).
Od najazdu Niemiec na ZSRR w 1941 akademia przeszła na przyspieszone kształcenie oficerów saperów, szkolono studentów cywilnych uczelni. Zorganizowano 3 miesięczne kursy przeszkolenia oficerów powołanych z rezerwy. W okresie od listopada 1941 do grudnia 1943 akademia była dyslokowana do m. Frunze. Absolwenci lat przedwojennych i wojennych stanowili czołowa kadrę wojsk inżynieryjnych i służby topograficznej, a M.P. Worobiow, L.Z. Kotlar, I.A. Pietrow byli szefami Wojsk Inżynieryjnych Armii Czerwonej. W czasie wojny absolwenci generałowie i oficerowie opracowywali podręczniki, instrukcje i regulaminy zabezpieczające działania inżynieryjno-saperskie boju i operacji, realizowali najbardziej złożone zagadnienia saperskie.
Po zakończeniu II wojny światowej potrzeby Armii Czerwonej spowodowały konieczność przebudowy metod przygotowania oficerów saperów, wprowadzenia nowych specjalności rozwoju nowych metod naukowo-badawczych. Katedry akademii unowocześniały metody nauki. Przeznaczano więcej miejsca na zajęcia w polu, organizację wykonania zadań inżynieryjnych w boju i operacji z wykorzystaniem nowej techniki przy możliwości użycia broni masowego rażenia. W akademii opracowywano nowe podręczniki, instrukcje, regulaminy i metodyki we wszystkich dziedzinach zabezpieczenia inżynieryjnego i topograficznego, metody obliczeń obiektów obronnych, inżynieryjnych i fortyfikacyjnych od współczesnych środków rażenia. Absolwenci akademii kierowali wojskami inżynieryjnymi Armii Czerwonej i innych armii państw stron Układu Warszawskiego. Wielu absolwentów stawało na najwyższych stanowiskach w państwach (marszałek Nikołaj Ogarkow – szef Sztabu Generalnego SZ ZSRR, gen. Czesław Piotrowski – minister górnictwa i energetyki PRL). Wielu uczonych za osiągnięcia naukowe otrzymało premie leninowskie, premie państwowe ZSRR, tytuły Bohatera Pracy Socjalistycznej, zasłużonych dla nauki i techniki, zasłużonego wynalazcy. Za działania w czasie II wojny światowej 44 absolwentów otrzymało tytuły Bohatera ZSRR.
W 1998 r., postanowieniem Rządu Federacji Rosyjskiej, Wojskową Akademie Inżynieryjną przemianowano w Uniwersytet Wojskowo-Inżynieryjny z trzema filiami: w Petersburgu, w Niżnym Nowogrodzie i w Tiumeni. W 2004 r. Uniwersytet Wojskowo-Inżynieryjny przeobrażono w Akademię Wojsk Inżynieryjnych w Moskwie, jednak bez imienia W. Kujbyszewa. Na bazie istniejących filii utworzono wojskowe szkoły wyższe; w Petersburgu – wojskowo-topograficzną, w Niżnym Nowogrodzie – inżynieryjną dowódczo- sztabową, w Tiumeni – inżynieryjną dowódczo-sztabową.
9 maja 2006 r. wykładowcy i słuchacze ostatni raz uczestniczyli w corocznej defiladzie zwycięstwa na placu Czerwonym w Moskwie. 1 sierpnia 2006 r. WAI została włączona do Ogólnowojskowej Akademii Sił Zbrojnych Federacji Rosyjskiej. Od 2009 r. jako Wojskowe Naukowe Centrum Szkolenia Instytutu Wojskowego Sił Zbrojnych FR w składzie Ogólnowojskowej Akademii Sił Zbrojnych FR. Obecnie Wojskowy Instytut (wojsk inżynieryjnych) Ogólnowojskowej Akademii Sił Zbrojnych FR. Szef Instytutu jest zastępca komendanta akademii. Instytut, jako jednostka podległa nie posiada sztandaru, ani odznaczeń. Pierwsza promocja oficerów w nowej strukturze odbyła się w 2007 r.
W latach powojennych akademia wypuściła tysiące oficerów specjalistów saperów, inżynierów i topografów. Uczeni akademii opracowali projekty mostów saperskich, mostów pontonowych, środków desantowo-przeprawowych, schronów i ukryć techniki, stanowisk dowodzenia, maszyn inżynieryjnych, techniki do minowania i rozminowania. W akademii w ostatnich latach pracowało 8 członków rzeczywistych Rosyjskiej Akademii Nauk i 5 członków korespondentów, 4 zasłużonych działaczy kultury i nauki. Instytut (wojsk inżynieryjnych) jest głównym centrum naukowo-technicznym wojsk inżynieryjnych. Przygotowuje kadry dla wojsk inżynieryjnych Sił Zbrojnych FR i innych państw, Ministerstwa Sytuacji Nadzwyczajnych FR, wojsk ochrony pogranicza, wojsk wewnętrznych, służby geodezyjnej i obrony cywilnej, przeszkala oficerów na kursach podwyższenia kwalifikacji i kursach przekwalifikowania.
Uczelnia została oficjalnie rozwiązana 1 listopada 2010 roku.